# Barriera di parallasse

Confronto tra sistema a barriera di parallasse e lenticolare

La barriera di parallasse è un sistema autostereoscopico che sfrutta il fenomeno fisico della parallasse e che permette di visualizzare immagini tridimensionali senza bisogno di utilizzare dispositivi ottici secondari, quali possono essere lo stereoscopio o gli occhiali, poiché il supporto è munito di un sistema che provvede a indirizzare a ogni occhio l'immagine a esso destinata.
Questo sistema, registrato nel 1903 da Frederic Eugene Ives, trova applicazione inizialmente nel campo della fotografia, successivamente la ricerca tecnologica ha permesso di applicarlo anche ai display a cristalli liquidi.

## Principio di funzionamento
Consiste in uno strato di materiale con una serie di fenditure ad altissima precisione che permettono ad ognuno degli occhi di vedere solo determinati pixel e quindi creando una percezione di 3D. Viene messo come strato superiore di un comune display LCD.
Uno svantaggio di questa tecnologia è il fatto che lo spettatore va posto in un punto preciso affinché possa godere dell'effetto 3D.

## Storia
Il sistema a barriera di parallasse è uno dei più vecchi sistemi di visione stereoscopica senza l'ausilio di un dispositivo ottico, è stato ideato alla fine del XIX secolo, precedente di pochi anni all'invenzione del sistema lenticolare. Viene ideato indipendentemente sia da Jacobson che da Berthier attorno al 1896 e trova applicazione inizialmente nel campo della fotografia: il sistema viene registrato nel 1903 da Frederic Eugene Ives che ne inventa il nome e che lo sfrutta per la realizzazione di fotografie stereoscopiche.

## Applicazioni

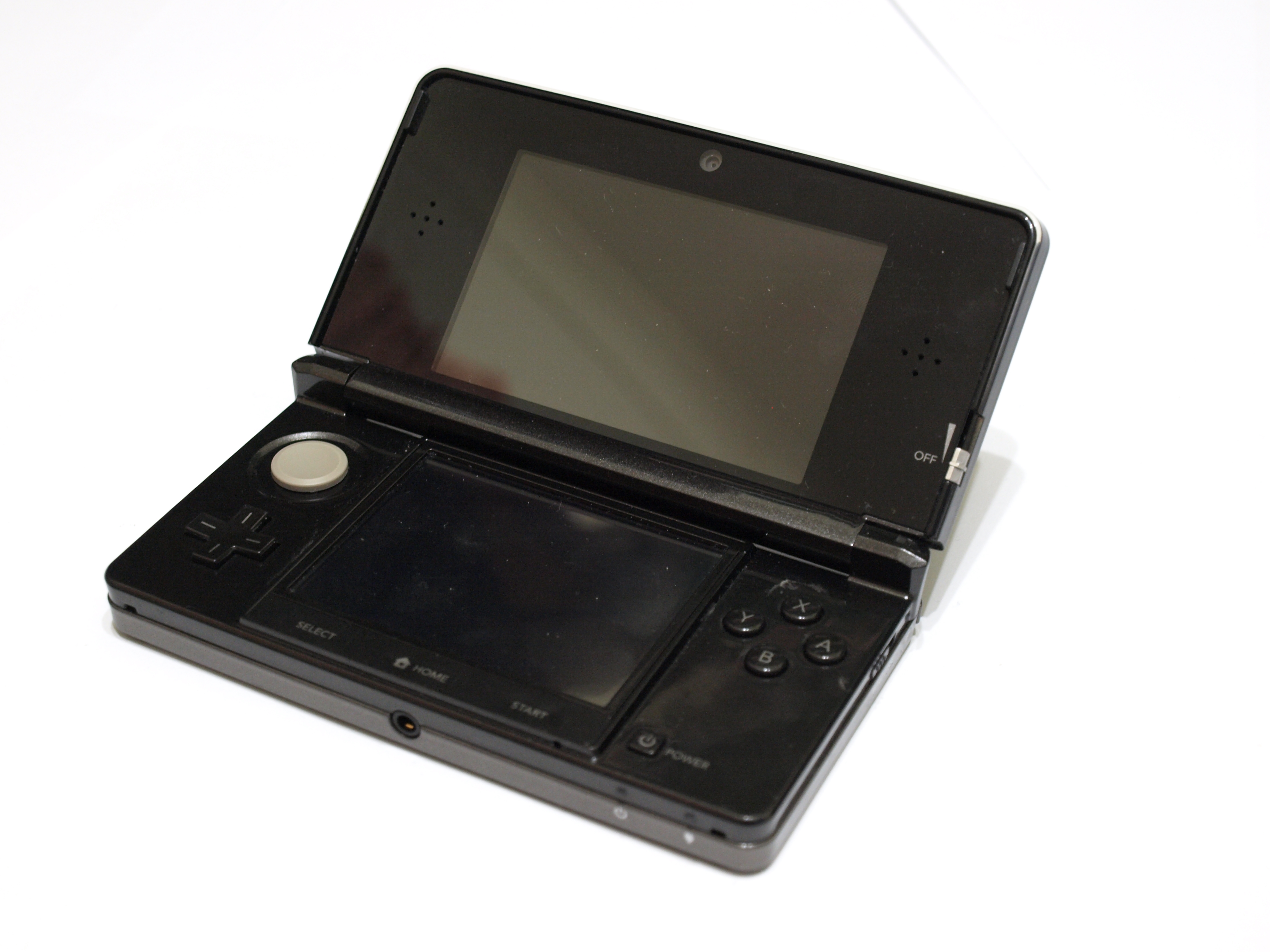
Il Nintendo 3DS, console 3D con display a barriera di parallasse

- Fotografia: la barriera di parallasse viene sfruttata per la realizzazione di immagini stereoscopiche olografiche su carta.
- Display: la barriera di parallasse trova applicazione come tecnologia nella realizzazione di monitor autostereoscopici per PC, per la visione di film 3D e per l'utilizzo di videogiochi.

### Display a barriera di parallasse
L'utilizzo di display autostereoscopici con barriera di parallasse trova applicazione in svariati campi:
- Scienza: monitor autostereoscopici vengono utilizzati nella modellistica molecolare.[6]
- Aeroporti: display autostereoscopici vengono utilizzati per la visualizzazione di raggi X tridimensionali per la sicurezza in aeroporto.[6]
- Automobili: monitor autostereoscopici sono utilizzato in alcuni modelli di Range Rover, ad esempio permettendo di vedere la direzione fornita dal GPS.
- Videogiochi: display autostereoscopici sono stati implementati nel Nintendo 3DS, console uscita in Giappone il 26 febbraio 2011, mentre in Europa e negli Stati Uniti nel marzo 2011.[7][8]
- Telefonia: display autostereoscopici sono stati implementati nell'HTC Evo 3D, nell'LG Optimus 3D e successivamente anche nell'LG Optimus 3D max.